# 山縣有朋
山县 有朋（日语：〔〕／ Yamagata Aritomo、1838年6月14日—1922年2月1日），是日本的武士（長州藩士），陸軍軍人，政治家。軍階是元帥陸軍大將。勛位公爵。歷任內務大臣（第一代）、日本內閣總理大臣（第三、九代）、元老、司法大臣（第七代）、農商務大臣（代理）、樞密院決議長（第五、九、十一代）、陸軍第一軍司令官、貴族院的決議員、陸軍參謀總長（第五代）等。山縣有朋被普遍認為是日本近代史上最具影響力的人物之一。
在長州藩領地内，作為蔵元仲間山縣三郎有稔（中村喜左衛門的孩子）的長子出生。幼名辰之助、通称小助、後來是小輔、狂介、狂助、狂輔、還曾改名爲萩原鹿之助。明治維新後称了有朋的名諱，自號素狂、無鄰庵主、含雪。在高杉晉作創設的奇兵隊時顯露頭角，到後來作為副官的奇兵隊的军监。
在明治政府，山县作为军事统治者，建立了日本军队的基础，被稱為日本的「國軍之父」。同时傾注精力確立官僚制度，及創設了文官考试制度，使文官官吏的錄用不依靠門閥人事關係，養成未来的人才。山县在军事和政界築起的廣泛的人際關係被称为「山縣系」「山縣閥」。
在晚年，他不仅在军队，而且还在政官界作为大御所、「元老中的元老」，保持秘密的強勢影響力，並有了「日本軍閥之祖」的绰号。 然而，即使在深入参与政府事务之后，他也常自言，「我是一介武者」。与伊藤博文一起，他是日本明治维新时期的代表人物。山縣曾經以久邇宮家有色弱遺傳為由，干涉皇太子裕仁之婚事，時稱宮中某重大事件。
山县在軍中得到的最高階級是陸軍大将，然而由于他被列入元帥府而得到元帥称号，被称为元帥陸軍大将。即使在国外，山县也被授予许多勳章，例如大英帝国的功績勳章。

## 生涯

### 幕末
天保9年（1838年），在萩城下近郊的阿武郡川島村（現在的山口縣萩市川島）出生。他是長州藩的“藏元组仲間”山縣三郎有稔的长子，他的祖父是中村喜左衛門。藏元组仲间是战时搬运武器，平时在奉行所做下级官吏，尽管具备苗字帯刀的权利，仅是足輕身分，低于一般武士。他五岁丧母，由管教严格的祖母抚养。其父山县有稔尽管是下级官吏，却通国学，能歌咏。他幼时接受父親的教育。山县有朋15岁元服，在藏元两人所、明伦馆做下级官吏。其后在代管所做下级官吏，走访领内的村庄，了解实务。此后又担当御徒目付的家臣的辅佐。这一时期他勤于剑术、枪术，23岁时以宝藏院流枪术闻名于藩内。山縣的朋友杉山松助建议他進入松下村塾，但據說他以「吾不會成為文學之士」的理由拒絕了。

### 長州防衛戰
元治元年（1864年）在長州藩，率領軍隊上洛的呼聲高漲。山縣认为應該與岡山藩、廣島藩合作，但最終未能被藩內接受。6月，池田屋事件發生在京都，老朋友杉山不幸身亡。長州藩輿論激昂，久阪玄瑞和入江九一等潛入京都。山縣也請求入京，但因需警卫下關海峽而被藩主驳回。7月19日發生了禁門之變，久阪和入江等同門好友們丧生。
山縣在下關戰爭中戰敗，之後出現了試圖恭順幕府的椋梨藤太等俗論派。對此，高杉晉作等正義派舉兵反對，山縣最終支持正義派並帶領他們取得勝利，但之後病情惡化。另外，山縣的奶奶身穿他贈送的布匹衣服入水自殺，山縣後來對此感到遺憾。
後來山縣在第二次長州征討中掌握了奇兵隊的實權，與高杉海軍合作佔領了小倉，並在小倉口戰勝了最激戰地。山縣被命令在京都和攝津之間進行情況探索，但被高杉挽留，5月2日上洛。他在京都與薩摩藩的倒幕派建立了交流，試探了薩長的合作計劃，但未能得到迅速的答覆，於6月歸藩。上洛前4月與莊屋的女兒友子結婚，在歸藩的7月舉行了儀式。
山縣因疲勞和心勞而生病，7月暫時免去了軍監職務，薩摩藩一直到11月都沒有倒幕的動向。11月17日，薩摩藩主島津茂久抵達長州三田尾港，11月25日薩長聯軍啓航前往京都，但是山縣等奇兵隊本隊留在長州吉田本營，未參加次年1月的鳥羽伏見之戰。

### 戊辰戰争
鳥羽伏見之戰後，奇兵隊本隊也下達了出征命令，山縣隨參謀福田俠平於3月出發，前往大阪，接着下到江戶，與重逢的西鄉意氣相投地停留在江戶，閏4月返回大阪與木戶進行了交談，贏得了雙方的信賴。另外，由於被命令出征北陸地方、越後方面，山縣加入了戊辰戰爭。

### 建設日本陸軍
明治2年3月，得到木戶和西鄉的海外留學許可，6月28日與西鄉的弟弟西鄉從道一同前往歐洲，巡遊了法國、英國、比利時、德國、奧地利、俄羅斯、荷蘭。次年明治3年（1870年）經由美國於8月2日抵達橫濱港。
山縣回國後被勸到兵部省任職，但因生病拒絕，兵部省當時因內部制度問題而停滯不前，只有護衛兵力少的皇宮才能完成任務，山縣與兵部少丞山田顯義的關係淡薄，但在兵部大輔前原一誠的推薦下，山縣最終被任命為兵部少輔，並制定了從畿內5個國家徵兵的計劃，但未能實現。

### 從軍隊權力鬥爭到派系形成
由於戰爭導致財政枯竭和經費縮減，陸軍內部的不滿情緒日益高漲。另外，山縣作爲功勳調查委員，擔任恩賞評選負責人也招致批評。
第二年明治11年（1878年）8月23日，近衛步兵大隊的暴動（竹橋事件）因士兵待遇不好或不給下級士兵發恩惠而被鎮壓。但是，隨着對山縣的不滿情緒高漲，受到壓力的山縣患上「精神失常症」，從9月中旬到11月7日進行轉地療養。
山縣認爲竹橋事件的背景受自由民權運動的影響，於10月12日將西周起草的《軍人訓誡》（軍人敕諭的原型）分發給了陸軍，試圖整頓軍紀。伊藤、巖倉等人爲了不傷害山縣而試圖收拾殘局，着手製定內閣改組方案，但井上馨認爲內閣改組會暴露出政府的弱點，因此，在西鄉從道的提議下，參謀局獨立成立了參謀本部。12月7日編制了以大山岩爲參謀次長的參謀本部，12月24日辭去陸軍卿職務的山縣在參議後擔任了首任參謀本部長。最近，在參謀局任職的桂太郎是山縣的心腹。第二年10月，山縣將近衛都督的位置讓給了參謀局長鳥尾小彌太，後來他成爲了山縣等人的批評者。
在充實參謀本部的同時，山縣從1879年開始到第二年，派遣10多名軍官和桂太郎作爲駐外武官和語言研究生前往清朝，調查兵役改革問題。接到報告後，山縣於1880年（明治13年）11月30日向天皇上奏《進鄰邦兵備略表》。
明治13年（1880年）隨着與山縣關係密切的大山巖成爲陸軍卿，被評價爲山縣全權掌握着陸軍。軍隊整備工作也從鎮臺進行到師團變更討論等。
明治十四年政變支持伊藤博文，要求停止黑田清隆推進的官有物支付。
明治15年（1882年）1月重新制定了禁止軍人蔘與政治的軍人敕諭。雖然伊藤博文等人要求他當別的省長，但他拒絕，繼續擔任參謀本部長。
明治15年（1882年）3月，伊藤博文爲調查憲法出國，辭去參贊院議長職務後，山縣辭去了參謀本部長職務，並接任參贊院議長職務。直到第二年8月伊藤博文回國爲止，他一直任職。雖然辭去了參謀本部長的職務，但作爲參謀本部的御用車，他在參謀本部留下了強大的影響力。伊藤博文回國後被調任爲內務卿。
明治17年（1884年）制定華族令時，他加入華族，被排除在伯爵之外，計劃與大山、桂、川上調六等進行陸軍改造和擴充，同年2月大山陸軍卿前往歐洲視察後，他兼任內務卿，擔任參謀本部長。雖然大山回國後仍未解除兼任，但這對於考慮陸軍和參謀本部自立的山縣來說並不是一件好事。第二年明治18年（1885年）12月22日，根據山縣的願望，參謀本部長的兼任被解除。當天，隨着內閣制度的創建，內務卿的名稱被更換，內務大臣伊藤博文成爲第一屆伊藤博文內閣的內務大臣。三浦梧樓等四將軍派陸軍內少壯派星期一反對山縣主導擴軍。另外，由於預算上的問題，伊藤博文和井上曾要求重新考慮擴軍計劃，而且因害怕內部分裂，曾提議籠絡四將軍派，因此山縣等人的擴軍計劃推遲到明治26年（1893年）等，一直沒有進展。
明治19年（1886年）7月10日，桂太郎陸軍總務局長向國務會議提交了以廢除監軍部和遏制參謀本部勢力爲目的的檢查條例和陸軍晉級條例修改案。在該條例中，不僅是四將軍派的曾我參謀次長，明治天皇也不予批准。另外，三浦等人也公然批評了大山陸相，受到批評的大山說「如果意見不統一就辭職」，支持大山的薩摩軍人們也紛紛提交了辭呈。4月24日經伊藤博文說服，明治天皇修改保留一個監軍後，批准了該條例。公然批評陸軍首腦的曾我（音）和三浦（音）被降職爲閒職，主動提出辭呈。在一連串的矛盾中，山縣雖然沒有表露行動，但始終支持大山，爲排除四將軍派做出了貢獻。
隨着反對派消失，陸軍改革也由桂太郎等人穩步推進，陸軍形成了以山縣爲中心的派系。
山縣積極起用人才，將桂、兒玉源太郎、岡澤精等同鄉人和中村雄次郎、木越安綱等他藩出身人士也拉入軍部，不斷擴大派系。
軍隊擴張和組織體制已經形成，明治21年進行了師團的變更和參謀本部的改編，參謀本部在第二年明治22年改編爲以參謀總長爲長的軍事組織，之後還組建了海軍軍令部，陸海軍雙方的參謀本部也完成了。
但是，平時軍政相關事項，特別是預算關係，按照陸軍大臣與內閣協商的慣例，軍隊的中心在陸軍省，參謀本部不能完全獨立於陸軍省。

### 致力於地方自治的發展
山县有朋曾在戊辰战争中立下战功，建立了掌管日本军令权的参谋本部，並担任首任参谋本部长，於1890年晋升为陆军大将，再於1898年晋升为元帅。在山县有朋的筹建下，日本建立了近代新式陆军，被稱是日本陸軍之父。
1894年6月，甲午战争爆发，战後日本与清政府签订了《马关条约》，朝鲜从此变为日本傀儡；清政府被迫割讓辽东半岛、台湾和澎湖列岛，以及赔款兩亿两白银。1895年4月，山县有朋提出了一份旨在扩大日本军备力量的意见书，日本国防战略思想从「维护主权线」彻底转向「扩张利益线」，使日本後來更主張「满蒙是日本的生命线」。当时俄国修建中东铁路、「三国干涉还辽」等远东「新方针」对日本的满蒙政策产生巨大威胁，「朝满问题」这一概念由此出现在日俄两国对外扩张政策当中，加剧了双方矛盾，最終导致1904年日俄战争的爆发。

### 第一次內閣和外國遠征
1882年8月，山县有朋在一份意见书中认为，目前不存在欧洲各国入侵日本的可能性。就在这一时期，沙俄将其对外政策的重心从西方移到远东，准备修建一条横贯西伯利亚的铁路，企图控制太平洋上的一切国际商业活动，这当然引起了日本的警觉。1889年12月山县有朋组阁，他出任首相不久，向内阁提出了《外交政略论》和他在1888年写成的《军事意见书》。《外交政略论》以明治政权海外扩张的基本国策为基础，明确地提出影响日本对外政策的重大理论———「主权线」和「利益线」的扩张理论。他强调：「国家独立自卫之道有二：一曰捍卫主权线，不容他人侵害；二曰防护利益线，不失自己的有利地域。所谓主权线乃国家之疆域，利益线系与主权线紧密相关之邻近区域是也。凡能保全主权线及利益线者，方成为国家。当今列国并立，仅防守主权线已不足以维护国家之独立，必须进而防卫利益线。」山县有朋这一主张，已公然将当时视清帝国为其宗主国的朝鲜、以及滿洲划入其利益线之内，防止俄国染指這些地区。为此，山县有朋大肆扩充日本海陆军；还出台了《出师储备物资管理委员会条例》、〈战时大本营条例〉和〈海军军令部条例〉，日本已经抢先于沙俄，争夺其利益线———朝鲜半島和滿洲。

### 山县派系的擴大和結集
山縣派的崛起是源自於1881年以鳥尾、三浦、谷、曾我四位將軍為首的反山縣勢力被從要職上排擠下來，從此陸軍中形成了山縣派這樣一個大派閥。山縣的影響力滲透到政界、官界和學術界，形成除軍部外亦囊括樞密院、貴族院、司法省在內的日本政治史上最大的派閥。
政治評論家入江貫一認為，山縣之所以能夠建立起這麼龐大的派閥得益於他善於用人。他在用人時先派給他們各種任務以判斷一個人的能力如何，之後適才適用，根據能力委以相應工作，磨煉其才能後再委以重用。他對部下從不棄之不顧，而是想辦法幫助部下把工作做好。山縣的部下不論是文官還是武將，只要把自己的工作做好就可以論功行賞，出人頭地，所以他們沒有更高的要求。他們對山縣宣誓效忠，結成派閥，逐漸壯大。山縣派閥中有陸軍的桂太郎、寺內正毅、田中義一；政界中有白根專一、平田東助、大浦兼武、清浦奎吾、田健次郎等一批人。其中桂太郎、寺內正毅、清浦奎吾、田中義一日後都成為了首相。山縣雖自稱“一介武夫”，實際上心懷深謀遠慮。

## 評價

### 同時代政黨政治家和新聞界的評價
山縣被提倡政黨政治家民主主義的新聞界視爲妨礙民主主義的大牆、反面人物。活躍在大正時代的新聞工作者鴉崎鷺城認爲山縣是「狡猾」的、「爲了自己的勢力擴張系統」、「陰險執著」等極爲批判。原敬也在《原敬日記》中做出了類似的評價，而德富蘇峯則將山縣評價爲「穩健的帝國主義者」。

### 對軍隊內部的影響
作爲明治的元勳，爲陸軍打下了基礎，因此對軍部的影響力非常大。可以說，山縣之所以成爲當時的掌權者，是因爲山縣作爲堅守原理原則，並允許妥協的自己的現實主義者，以及發掘和培養人才的妙處。
明治40年（1907年）2月1日公佈了以伊藤博文爲總裁的帝室制度調查局立案的正式令，得知其內容是根據首相權限的強化對各大臣的控制後，擔心這會影響到軍部的山縣與伊藤博文進行了會談，通過雙方的妥協，於9月12日公佈了軍令。因此，首相的軍隊控制失效，後來因軍隊的統帥權獨立而暴走，但伊藤博文和山縣知道濫用軍令的危險性，伊藤博文在會談結束後警告山縣使用軍令，山縣也警告部下濫用軍令。

### 晩年的評價
山縣作爲政黨政治否定、藩閥政治推進、社會運動鎮壓的代表人物，歷史學家对其的評價一直是負面的。1961年著有《山縣有朋》的藤村道生將山縣北清事變描述爲「侵略的絕好機會」，將山縣和太平洋戰爭直接聯繫到了一起，「成功建立了與日本無與倫比的軍國主義體制」、「（山縣的官僚軍閥）繼續統治日本，最終拖入黑暗的太平洋戰爭」。有馬學分析了從明治到平成中期提出的山縣論，認爲山縣在遠離個人個性和政治姿態及其實際形象的地方，作爲近代日本的暗部「和」應該被否定的存在被「象徵化」「符號化」所描述。另外，有馬還指出，從明治末期到山縣死亡前後一直被視爲「否定對象」的山縣，從大正11年去世到昭和戰前期，在「被遺忘爲否定對象」和第二次世界大戰後的軍國主義批評中，一直受到批判，「軍國主義者」、「帝國主義者」、「反動」、「法西斯主義者」、「巨魁山縣有朋」等明顯的負面評價。
另外，很多人認爲維持巨大的山縣閥是因爲「山縣自身的權力慾」，自琵琶崎鷺城的言論以來，藤村道生、岡義武等的研究者也繼承了這一觀點。伊藤之雄在山縣的主觀上評價說，他是一個根據信念維持權力，不受到周圍譭譽褒貶的「愚直」的人。
近年來，喬治·阿基塔（George Akita）、伊藤隆等人嘗試了從其他角度接近山縣實像的分析。伊藤隆對山縣評價說，經過下關戰爭和三國干涉的慘痛經歷，一直對列強保持警惕，是擔心歐美人和亞洲人之間「人種戰爭」的「中日合作論者」，也是主張不應該與美國對立的「外交上極其慎重的態度」的政治家，是與以往軍國主義形象不同的人物。伊藤之雄指出，山縣在日俄戰爭、西伯利亞出兵、北清事變上表現出確認列強意向的慎重舉動，並重視陸軍整體的控制，並指出太平洋戰爭之路是由忘記山縣理想和精神的後繼軍人開啓的。

## 榮譽

### 位階
- 明治3年（1870年）8月28日 - 從五位[14]
- 明治5年（1872年）12月12日 - 從四位[14]
- 明治6年（1873年）11月15日 - 正四位[14]
- 明治17年（1884年）12月27日 - 從三位[14]
- 1886年（明治19年）10月19日 - 從二位[14][15]
- 明治28年（1895年）12月20日 - 正二位[14][16]
- 大正11年（1922年）2月1日 - 從一位[17][18]

### 日本勳章
- 明治10年（1877年）11月2日 - 勲一等旭日大綬章[14]
- 明治17年（1884年）7月7日 - 伯爵[14][19]
- 明治24年（1891年）4月8日 - 銀製黃綬褒章[20]
- 明治28年（1895年）
  - 5月26日 - 元勳優遇
  - 8月5日 - 勳一等旭日桐花大綬章（日语：勲一等旭日桐花大綬章）・功二級金鵄勲章・侯爵[14][21]
  - 11月18日 - 明治二十七八年從軍記章[14][22]
- 明治31年（1898年）1月20日 - 元帥・元帥徽章（日语：記章）[14]
- 明治35年（1902年）
  - 6月3日 - 大勳位菊花大綬章[14][23]
  - 5月10日 - 明治三十三年從軍記章[14][24]
- 明治39年（1906年）4月1日 - 菊花章頸飾・功一級金鵄勲章・明治三十七八年從軍記章[14][25]
- 1907年（明治40年）
  - 2月2日 - 御紋付御杯（日语：賞杯）[14]
  - 9月21日 - 公爵[14][26]
- 1912年（大正元年）8月1日 - 韓國併合紀念章（日语：記念章#賞勲局所管の記念章）[14]
- 大正4年（1915年）11月10日 - 大禮紀念章（大正）（日语：記念章）[14][27]
- 1916年（大正5年）4月1日 - 金杯一組（日语：賞杯）・大正三四年從軍記章[14][28]
- 1917年（大正6年）1月20日 - 御紋付銀杯（日语：賞杯）[14]
- 1920年（大正9年）9月7日 - 金盃一組（日语：賞杯）[14][29]

### 外國勳章
- 1880年（明治13年）6月15日 - 大十字級法國榮譽軍團勳章[14]
- 1886年（明治19年）12月22日 -  一等王冠勳章（英语：Order of the Crown (Prussia)）[14][30]
- 1887年（明治20年）8月25日 -  大十字級基督軍事勳章（英语：Military Order of Christ）[14][31]
- 1889年（明治22年）10月30日
  -  大十字級聖莫里茨・拉撒路勳章（英语：Order of Saints Maurice and Lazarus）[14][32]
  -  白鷹勳章（英语：Order of the White Eagle (Russian Empire)）[14]
  - 德意志帝國紅鷹第一等勳章[14]
- 1890年（明治23年）11月22日 -  一等鐵冠勳章（英语：Order of the Iron Crown (Austria)）[14][33]
- 1896年（明治29年）10月28日 - 俄羅斯帝國聖亞歷山大·涅夫斯基大綬章[14][34]
- 1897年（明治30年）5月7日 -  大十字級法國榮譽軍團勳章[14][35]
- 1899年（明治32年）6月14日 - 德意志帝國 紅鷹大綬章[14][36]
- 1906年（明治39年）4月5日 -  英國功績勳章[14][37]
- 1908年（明治41年）3月12日 - 金尺大勳章[14][38]
- 1916年（大正5年）1月14日 -  金剛石裝飾聖亞歷山大·涅夫斯基勳章（英语：Order of Saint Alexander Nevsky）[14][39]
- 1918年（大正7年）7月3日 -  大十字級聖米迦勒及聖喬治勳章[14][40]

## 邸宅・紀念館
主要邸宅和花園
紀念館
- 山縣有朋紀念館（日语：山縣農場#山縣有朋記念館）
栃木縣指定之有形文化財[41]。

## 年表
- 1863年，任奇兵队军监。
- 1868年，参加戊辰战争。
- 1869年，赴欧洲考察军事制度。
- 1873年，任陆军卿。
- 1874年，兼任参议。
- 1878年，兼任参谋本部长。
- 1882年，任参事院议长。在山县有朋的操纵下《军人敕谕》以天皇的名义发布。
- 1884年，专任参谋本部长。
- 1885年，任伊藤博文内阁内务大臣。
- 1887年，草拟了《清国征讨策案》。
- 1889年，首次组阁兼任内务大臣。
- 1890年，在山县有朋的操控下颁布《教育敕語》。
- 1892年，任第二届伊藤博文内阁司法大臣。
- 1893年，任枢密院议长。
- 1894年，清日甲午战争中主导日本政府。
- 1898年，任元帅，再次组阁。
- 1905年，再任枢密院议长、元老。
- 1922年，病逝，享年83歲。

## 登場作品
電影
- 二百三高地（1980年、東映、演：神山繁）
- 幕末青春傳：Ronin 阪本龍馬（日语：幕末青春グラフィティ Ronin 坂本竜馬）（1986年、東寶、演：原田大二郎）
- T.R.Y.（日语：T.R.Y.）（2003年、東映、演：丹波哲郎）
- 浪客劍心（2012年、《浪客劍心》製作委員會、演：奧田瑛二）

影視劇
- 維新之曲（日语：維新の曲）（1942年、大映、演：仁礼功太郎）
- 日俄戰爭勝利秘史 橫斷敵中三百里（日语：日露戦争勝利の秘史 敵中横断三百里）（1957年、大映、南方伸夫）
- 明治天皇與日俄戰爭（1957年、新東宝、演：高田稔）
- 巨人 大隈重信（1963年、大映、演：高松英郎）
- 西鄉隆盛（1964年、CX、演：飯田紀美夫）
- 幕末（1964年、TBS、演：新克利）
- 風雪（日语：風雪 (テレビドラマ)）（1964年、NHK、演：花柳喜章）
- 燃劍（日语：燃えよ剣#1966年版）（1966年、TX、演：高木二朗）
- 三姊妹（日语：三姉妹）（1967年、NHK大河劇、演：江守徹）
- 日本海大海戰（1969年、東寶、演：三津田健）
- 明治群像：海上火輪（日语：明治の群像 海に火輪を）（1976年、NHK、演：稻川善一 → 内藤武敏（日语：内藤武敏） → 草薙幸二郎（日语：草薙幸二郎））
- 甦醒的海（日语：海は甦える）（1977年、TBS、演：宮口精二）
- 花神（日语：花神 (NHK大河ドラマ)）（1977年、NHK大河劇、演：西田敏行）
- 風在燃燒（日语：風が燃えた）（1978年、TBS、演：辻萬長）
- 宛如獅子（日语：獅子のごとく）（1978年、TBS、演：丹波哲郎）
- 獅子的時代（日语：獅子の時代）（1980年、NHK大河劇、演：江角英）
- 二百三高地：愛會死嗎？（日语：二百三高地 愛は死にますか）（1981年、TBS、演：增田順司（日语：増田順司））
- 朴資茅斯之旗（日语：ポーツマスの旗）（1981年、NHK、演：佐竹明夫）
- 幕末青春塗鴉：坂本龍馬（日语：幕末青春グラフィティ 坂本竜馬）（1982年、NTV、演：蟹江敬三）
- 春之波濤（1985年、NHK大河劇、演：高橋悦史）
- 田原坂（日语：田原坂 (テレビドラマ)）（1987年、NTV、演：有川博）
- 奇兵隊（日语：奇兵隊 (テレビドラマ)）（1989年、NTV、演：石原良純）
- 宛如飛翔（1990年、NHK大河劇、演：新井康弘）
- 晚會的盡頭（日语：夜会の果て）（1997年、NHK、演：石橋雅史）
- 鮮為人知的清浦奎吾生涯（2000年、TKU、演：龍雷太（日语：竜雷太））
- 蒼天之夢（日语：世に棲む日日#蒼天の夢）（2000年、NHK、演：山西惇）
- 台灣1895（2008年、CCTV、演：梶岡潤一）
- 坂上之雲（2009年、NHK、演：江守徹）
- 弁天通的人們（2009年、Argo Pictures、演：藤原習作）
- 半次郎（日语：半次郎）（2010年、JFDB、演：菅田俊）
- 鮮為人知的幕末志士：山田顯義物語（日语：知られざる幕末の志士 山田顕義物語）（2012年、MBS、演：大木一郎）
- 八重之櫻（2013年、NHK大河劇、演：豬野學（日语：猪野学））
- 花燃（2015年、NHK大河劇、演：永岡佑）
- 西鄉殿（2018年、NHK大河劇、演：村上新悟）

## 腳註
1. ↑  旧曆閏4月22日
2. ↑  [5]

## 關連文獻

### 引用
1. ↑  此时为大日本帝国，天皇握有实权，首相听从天皇意旨行政。
2. ↑  伊藤之雄 2009，第32頁.
3. 1 2  伊藤之雄 2009，第20頁.
4. ↑  伊藤之雄 2009，第72-73頁.
5. ↑  藤村道生 1986，第1-4頁.
6. ↑  入江貫一, 入江貫一. . 博文館、1922年、偕行社、1930年/復刻版 マツノ書店、2009年. 1922、1930、2009.
7. ↑  伊藤之雄, 伊藤之雄. . 文藝春秋. 2009: 470–472.
8. 1 2  伊藤, 之雄. . 文藝春秋〈文春新書〉. 2009: 446. ISBN 978-4-16-660684-9.
9. ↑  鳥, 海靖. . 吉川弘文館. 2009: 24–27.
10. ↑  . アサ芸プラス.   [2022-07-27]. （原始内容存档于2021-07-18） （日语）.
11. ↑  . 新人物往来社. 2009. ISBN 978-4404036391.
12. ↑  北岡, 伸一. . 筑摩書房. 2012年. ISBN 978-4480864062.
13. ↑  伊藤, 隆. . 吉川弘文館. 2008年3月. ISBN 978-4642037846.
14. 1 2 3 4 5 6 7 8 9 10 11 12 13 14 15 16 17 18 19 20 21 22 23 24 25 26 27 28 29 30 31 32 33 34 35  . 亞洲歷史資料中心 （日语）.
15. ↑  『官報』第993号「叙任及辞令」1886年10月20日。
16. ↑  『官報』第3746号「叙任及辞令」1895年12月21日。
17. ↑  . 亞洲歷史資料中心 （日语）.
18. ↑  大正11年2月3日付『官報』
19. ↑  『官報』第307号「叙任及辞令」1884年7月8日。
20. ↑  『官報』第2342号「彙報」1891年4月24日。
21. ↑  『官報』第3631号「授爵・叙任及辞令」1895年8月6日。
22. ↑  『官報』第3824号・付録「辞令」1896年4月1日。
23. ↑  『官報』第5673号「授爵・叙任及辞令」1902年6月4日。
24. ↑  『官報』第6085号・付録「辞令」1903年10月12日。
25. ↑  『官報』号外「叙任及辞令」1907年1月28日。
26. ↑  『官報』第7272号「授爵敍任及辞令」1907年9月23日。
27. ↑  『官報』第1310号・付録「辞令」1916年12月13日。
28. ↑  『官報』第1187号「叙任及辞令」1916年7月15日。
29. ↑  『官報』第2431号「授爵・叙任及辞令」1920年9月8日。
30. ↑  『官報』第1047号「叙任及辞令」1886年12月24日。
31. ↑  『官報』第1250号「叙任及辞令」1887年8月27日。
32. ↑  『官報』1889年11月1日 敍任及辭令
33. ↑  『官報』第2222号「叙任及辞令」1890年11月24日。
34. ↑  『官報』第4005号「叙任及辞令」1896年11月2日。
35. ↑  『官報』第4157号「叙任及辞令」1897年5月14日。
36. ↑  『官報』第4785号「叙任及辞令」1899年6月15日。
37. ↑  『官報』第6828号「叙任及辞令」1906年4月7日。
38. ↑  『官報』第7415号「叙任及辞令」1908年3月18日。
39. ↑  『官報』第1035号「叙任及辞令」1916年1月17日。
40. ↑  『官報』第1777号「叙任及辞令」1918年7月5日。
41. ↑  . 県指定建造物. 栃木県総合教育センター. 2004-06-09  [2015-03-08]. （原始内容存档于2023-03-12）.

### 來源
基本文獻
- 元帥公爵 山縣有朋（至誠堂書店、坂本箕山・加島虎吉著）
- 山縣元帥（博文館、杉山其日庵（日语：杉山其日庵）著）
- 歴代總理大臣傳記叢書3 山縣有朋（Yumani書房（日语：ゆまに書房）、御厨貴（日语：御厨貴）監修）
- 公爵山縣有朋傳（山縣有朋公紀念事業會、德富蘇峰編）
- 山縣有朋意見書（日语：山県有朋意見書）（原書房、大山梓（日语：大山梓）編）
- 山縣公遺稿・越之山風（東京大學出版會）
- 大正初期山縣有朋談話筆記－政變思出草（山川出版社、入江貫一（日语：入江貫一）著）
- 山縣有朋關係文書（山川出版社、尚友倶樂部・山縣有朋關係文書編纂委員會編）
- 明治六年政變（中央公論新社、毛利敏彦（日语：毛利敏彦）著）
- 山縣有朋與人種戰爭論（山川出版社、伊藤隆 (歷史學家)・George Akita著）
- 象徴天皇（岩波書店、高橋紘（日语：高橋紘）著）
- 宮中某重大事件（講談社、大野芳（日语：大野芳）著）
- 日本的歴史20 明治維新（中央公論新社、井上清著）
- 明治維新（講談社、田中彰（日语：田中彰 (歴史学者)）著）

評價・研究
- 山縣有朋（時事通信社、御手洗辰雄著）
- 山縣有朋―明治日本的象徴（岩波書店、岡義武（日语：岡義武）著）
- 山縣有朋 人物叢書（吉川弘文館、藤村道生（日语：藤村道生）著）
- 明治・大正的宰相第2卷 山縣有朋與富國強兵之總總（講談社、戶川豬佐武（日语：戸川猪佐武）著）
- 山縣有朋（PHP研究所、半藤一利著）
- 原敬與山縣有朋―圍繞國家構想的外交内政（中央公論新社、川田稔（日语：川田稔）著）
- 山縣有朋與近代日本（吉川弘文館、伊藤隆編）
- 山縣有朋－愚直權力者的生涯（文藝春秋、伊藤之雄著）
- 山縣有朋與明治國家（NHK出版、井上壽一（日语：井上寿一）著）

文献・資料
- 毛利敏彦『明治六年政変』中公新書、1979年
- 伊藤隆、ジョージ・アキタ 『山県有朋と「人種戦争論」』

「年報・近代日本研究七　日本外交の危機認識」所収、山川出版社、1985年
- 高橋紘『象徴天皇』岩波新書、1987年
- 大野芳『宮中某重大事件』講談社、1993年／学研M文庫、2012年
- 井上清『日本の歴史20 明治維新』中央公論社、初版1966年。中公文庫、改版2006年。重版多数
- 田中彰『明治維新』講談社学術文庫、2003年
  - 旧版『日本の歴史 第24巻　明治維新』小学館、1976年
- 平尾道雄『戊辰戦争』新人物往来社、1978年
- 瀧井一博『文明史のなかの明治憲法』講談社メチエ選書、2003年

「建築・庭園・開拓農場」関連
- 『写真でみる椿山荘の歴史』椿山荘編、1978年
- 森勝蔵著、石川健校訂『伊佐野農場図稿』（山県睦子・石川明範 解説） 草思社 2000年。ISBN 4794209150
- 『元勲・財閥の邸宅―伊藤博文、山県有朋、西園寺公望、三井、岩崎、住友…の邸宅・別邸20』
鈴木博之監修、和田久士写真、JTBパブリッシング、2007年。ISBN 4533066097

## 外部連結
}
| 官衔                                                                      | 官衔 | 官衔                                                                          |
| ------------------------------------------------------------------------- | --- | ----------------------------------------------------------------------------- |
| 樞密院                                                                    | |                                                                               |
| 前任： 無（下一相同頭銜：伊藤博文） 伊藤博文 大木喬任                     | 議長 1909年11月17日－1922年2月1日 1905年12月21日－1909年6月14日 1893年3月11日－1894年12月18日                             | 繼任： 無（下一相同頭銜：清浦奎吾） 伊藤博文 無（下一相同頭銜：黑田清隆）     |
| 顧問官 1903年7月13日－1905年12月21日                                      | |                                                                               |
| 內閣                                                                      | |                                                                               |
| 前任： 大隈重信 三條實美（代理）                                          | 內閣總理大臣 1898年11月8日－1900年10月19日 1889年12月24日－1891年5月6日                                                   | 繼任： 伊藤博文 松方正義                                                      |
| 司法省                                                                    | |                                                                               |
| 前任： 河野敏鎌                                                           | 司法大臣 1892年8月8日－1893年3月11日                                                                                      | 繼任： 伊藤博文                                                               |
| 內務省                                                                    | |                                                                               |
| 前任： 職位創建                                                           | 內務大臣 1885年12月22日－1888年12月4日                                                                                    | 繼任： 松方正義                                                               |
| 前任： 山田顯義                                                           | 内務卿 1883年12月12日－1885年12月22日                                                                                     | 繼任： 職位廢止                                                               |
| 農商務省                                                                  | |                                                                               |
| 前任： 西鄉從道                                                           | 農商務大臣（代理） 1886年7月10日－1887年6月24日                                                                           | 繼任： 土方久元                                                               |
| 參議                                                                      | |                                                                               |
| 1874年8月2日－1885年12月22日                                              | |                                                                               |
| 陸軍省                                                                    | |                                                                               |
| 前任： 西鄉從道（代理） 津田出（代理） 自己（代理）                       | 陸軍卿 1877年11月26日－1878年11月8日 1874年6月30日－1877年2月24日 1873年6月8日－1873年7月2日                              | 繼任： 無（下一相同頭銜：西鄉從道） 西鄉從道（代理） 無（下一相同頭銜：自己） |
| 前任： 大山巖 無                                                          | 陸軍卿（代理） 1883年9月6日－1883年10月9日 1873年4月29日－1873年6月8日                                                    | 繼任： 大山巖 自己                                                            |
| 前任： 職位創建                                                           | 參謀局長 1874年2月22日－1876年3月31日                                                                                     | 繼任： 鳥尾小彌太                                                             |
| 前任： 鳥尾小彌太                                                         | 第6局長 1874年2月12日－1874年2月20日                                                                                      | 繼任： 無                                                                     |
| 前任： 無（上一相同頭銜：自己） 職位創建                                  | 參謀局都督 1872年4月5日－1873年4月1日 1871年9月12日－1872年4月4日                                                         | 繼任： 職位廢止 無（下一相同頭銜：自己）                                      |
| 前任： 無                                                                 | 陸軍大輔 1872年2月28日－1873年4月18日                                                                                     | 繼任： 無（下一相同頭銜：西鄉從道）                                           |
| 兵部省                                                                    | |                                                                               |
| 前任： 無（上一相同頭銜：前原一誠）                                       | 兵部大輔 1871年8月29日－1872年2月27日                                                                                     | 繼任： 職位廢止                                                               |
| 前任： 久我通久                                                           | 兵部少輔（陸軍部） 1870年9月23日－1871年8月29日                                                                           | 繼任： 無（下一相同頭銜：西郷隆盛）                                           |
| 军职                                                                      | |                                                                               |
| 監軍部                                                                    | |                                                                               |
| 前任： 大山巖（代理） 三好重臣 大山巖 職位創建                            | 監軍 1896年7月31日－1898年1月20日 1894年12月18日－1896年3月16日 1889年10月3日－1889年12月24日 1887年5月31日－1888年2月3日 | 繼任： 職位廢止 大山巖（代理） 大山巖                                         |
| 第1軍                                                                     | |                                                                               |
| 前任： 職位創建                                                           | 司令官 1894年9月1日－1894年12月19日                                                                                       | 繼任： 野津道貫                                                               |
| 參謀本部                                                                  | |                                                                               |
| 前任： 大山巖 職位創建                                                    | 參謀本部長 1884年2月13日－1885年8月31日 1878年12月24日－1882年2月27日                                                     | 繼任： 無（下一相同頭銜：熾仁親王） 無（下一相同頭銜：自己（代理））          |
| 近衛局                                                                    | |                                                                               |
| 前任： 無（上一相同頭銜：西郷從道） 無（上一相同頭銜：西郷隆盛） 職位創建 | 近衛都督 1889年10月3日－1889年12月24日 1874年2月8日－1877年11月26日 1872年4月16日－1872年8月22日                          | 繼任： 鳥尾小彌太 西鄉從道 西郷隆盛                                           |
| 議會席位                                                                  | |                                                                               |
| 貴族院                                                                    | |                                                                               |
| 議員（敕選） 1895年8月5日－1922年2月1日                                   | |                                                                               |
| 貴族爵位和頭銜                                                            | |                                                                               |
| 山縣（有朋）公爵家                                                        | |                                                                               |
| 前任： 陞爵                                                               | 1907年9月21日－1922年2月1日                                                                                               | 繼任： 山縣伊三郎                                                             |
| 山縣（有朋）侯爵家                                                        | |                                                                               |
| 前任： 陞爵                                                               | 1895年8月5日－1907年9月21日                                                                                               | 繼任： 陞爵                                                                   |
| 山縣（有朋）伯爵家                                                        | |                                                                               |
| 前任： 敘爵                                                               | 1884年7月7日－1895年8月5日                                                                                                | 繼任： 陞爵                                                                   |